# Dugesia mexicana
Dugesia mexicana A. Gray, 1882  è una specie di piante spermatofite dicotiledoni appartenenti alla famiglia delle Asteraceae (sottofamiglia Asteroideae, tribù Heliantheae, unica specie del genere Dugesia e della sottotribù Dugesiinae).

## Descrizione
Il ciclo biologico di questa pianta è perenne con un habitus erbaceo prostrato. Sono inoltre piante rizomatose e stolonifere.

### Foglie
Le foglie lungo il caule sono disposte in modo alternato e sono picciolate. La lamina ha una forma da obovata a ovata del tipo pennatifida runcinata. Dimensione delle foglie: larghezza 1 – 3 cm; lunghezza 4 – 12 cm.

### Infiorescenza
Le infiorescenze sono composte da capolini peduncolati, radiati, solitari o in piccole cime panicolate  in posizione ascellare. I capolini sono formati da un involucro emisferico composto da diverse squame (o brattee) al cui interno un ricettacolo fa da base ai fiori di due tipi: quelli centrali del disco e quelli esterni del raggio. Le squame sono subuguali (quelle esterne sono da lanceolate a lineari, scabre o ispide; quelle interne sono da lanceolate a ellittiche da scabre a glabre) e disposte su 2 – 3 serie; la consistenza di quelle più esterne è fogliacea. Il ricettacolo è convesso e provvisto di pagliette a protezione della base dei fiori. I fiori del raggio sono femminili e disposti su due serie; i fiori del disco sono funzionalmente maschili. Lunghezza del peduncolo: 1 – 3 cm. Dimensione delle squame esterne: 8 – 12 mm. Dimensione delle squame interne: 9 – 15 mm.

### Fiori
I fiori sono tetraciclici (a cinque verticilli: calice – corolla – androceo – gineceo) e pentameri (ogni verticillo ha 5 elementi).
- Formula fiorale: per le piante di questo genere viene indicata la seguente formula fiorale:

* K 0/5, C (5), A (5), G (2), infero, achenio
- Calice: i sepali del Calice sono ridotti ad una coroncina di squame.
- Corolla: la corolla dei del raggio è colorata da giallo limone a giallo oro con venature da verdastre a nere sulla parte abassiale  della ligula terminante con 2 - 3 profondi lobi; quella dei fiori del disco è tubulosa, colorata di giallo senza fibre vascolari. Dimensione dei fiori ligulati: larghezza 4 – 9 mm; lunghezza 10 – 14 mm. Lunghezza dei fiori tubulosi: 3 – 4 mm.
- Androceo: l'androceo è formato da 5 stami con filamenti liberi e antere saldate in un manicotto circondante lo stilo.[5] Le antere sono nere con un endotecio formato da celle fusiformi e sono prive di coda.
- Gineceo: il gineceo ha un ovario uniloculare infero formato da due carpelli.[5]. Lo stilo è unico e bifido, ossia con due stigmi apicali. Le linee stigmatiche sono due, marginali e divise.[6] Gli stigmi dei fiori del disco sono strettamente conici e papillosi; quelli del raggio sono più ampi.
- Antesi: da marzo a giugno.

### Frutti
I frutti sono degli acheni con pappo. Gli acheni dei fiori del raggio hanno una forma obcompressa, biconvessa con superficie glabra con pochi tricomi sul collare; i margini sono alati. Gli acheni dei fiori del disco non sono presenti. Il pappo è formato da una corona di minute scaglie (o piccole squame) oppure è assente. Dimensione degli acheni: 4,5 – 6 mm. Lunghezza del pappo: 0,5 – 1 mm.

## Biologia
- Impollinazione: l'impollinazione avviene tramite insetti (impollinazione entomogama).
- Riproduzione: la fecondazione avviene fondamentalmente tramite l'impollinazione dei fiori (vedi sopra).
- Dispersione: i semi cadendo a terra (dopo essere stati trasportati per alcuni metri dal vento per merito del pappo – disseminazione anemocora) sono successivamente dispersi soprattutto da insetti tipo formiche (disseminazione mirmecoria).

## Distribuzione e habitat
La distribuzione di queste piante è relativa agli altopiani centro-orientali del Messico, con una altitudine variabile da 100 a 500 m s.l.m.. L'habitat tipico per questa pianta sono i terreni indisturbati di tipo ghiaioso o sabbioso piuttosto secchi; ma anche arenarie, argille e terreni alcalini.

## Tassonomia
La famiglia di appartenenza di questa specie (Asteraceae o Compositae, nomen conservandum) è la più numerosa del mondo vegetale, comprende oltre 23000 specie distribuite su 1535 generi (22750 specie e 1530 generi secondo altre fonti). All'interno della famiglia il genere Dugesia appartiene alla tribù Heliantheae della sottofamiglia Asteroideae. In passato Dugesia veniva classificato nella sottotribù Ambrosiinae, ma di recente è stato segregato, in base a studi filogenetici, nella sottotribù Dugesiinae.

Da un punto di vista filogenetico la sottotribù Dugesiinae (e quindi il genere Dugesia) è “gruppo fratello” del genere Pathenium L. (sottotribù Ambrosiinae Less.). Questi due generi condividono alcuni caratteri come l'aspetto fortemente bifido delle corolle dei fiori del raggio, l'appiattimento degli acheni dei fiori del raggio e i fiori del disco con funzionalità maschile (in effetti alcuni Autori pensano che ulteriori studi potrebbero indicare l'inclusione del genere Pathenium nella sottotribù Dugesiinae).

Il numero cromosomico di questa pianta è 2n = 36. (2n = 16)

Il basionimo per questa specie è: Lindheimera mexicana A.Gray.